# Alkap
Alkap (en bengalí আলকাপ) es una forma de representación folclórica que es popular en los distritos de Murshidabad, Maldá y Birbhum en Bengala Occidental y Rajshahi en Bangladés. También ha extendido a las áreas contiguas de Jharkhand y Bihar como Dumka y Purnia.

## Etimología
Kaap quiere decir ‘kaviá’ (verso) y aal forma parte del verso.

## Forma
Alkap es una amalgamación de música, danza y representación teatral. Un grupo alkap de diez a doce actores es dirigido por
un sarkar (maestro) o guru (líder) e incluye dos o tres chicos llamados chhokras, uno o dos gayens o cantantes, dohar, coristas y músicos. Alkap es representado en cinco partes:
- Asar Vandana,
- Chhora,
- Kaap,
- Baithaki Gaan y
- Khemta Pala.

El programa es una reflexión de la sociedad rural y se centra en la condición socioeconómica imperante de las masas rurales.